# NGC 270

NGC 270

NGC 270 هي مجرة، في كوكبة الحوت. اكتشفت المجرة في 10 ديسمبر 1798م.

## روابط خارجية
- NGC 270 على موقع ويكي سكاي: DSS2, SDSS, GALEX, IRAS, Hydrogen α, X-Ray, Astrophoto, Sky Map, Articles and images